# Acacia hemsleyi
Acacia hemsleyi — вид квіткових рослин з родини бобових. Ареал: Австралія (Північна територія, Квінсленд, Західна Австралія).

## Середовище
Зустрічається вздовж берегів річок і скелястих русел струмків і навколо постійних джерел води, а також на піщаних пляжах у спільнотах мангрових заростей, що ростуть у гравійних пісках.

## Біоморфологічна характеристика
Це тонке дерево або кущ, має грубу кору і зазвичай досягає висоти від 2 до 5 метрів. Цвіте з липня по вересень, утворюючи жовті квітки. Вічнозелені філодії мають лінійну або вузькоеліптичну і лінійно-глабчасту форму, можуть бути злегка зігнутими або прямими. Філодії 4–14,5 см в довжину і 3–14 мм вшир, з двома або трьома помітними головними нервами і двома або трьома вторинними нервами. Колоси 1,5–3 см завдовжки. Квітки 5-членні; чашечка 0,4–1 мм завдовжки, розсічена на 2/3, війчаста і запушена до голої; віночок 0,9–1,6 мм завдовжки, розсічений на 1/2 і більше, голий; зав'язь густо запушена. Стручки лінійні, злегка звужені між насінням і підняті над ними, 5–10 см завдовжки, 2,5–4,5 мм завширшки, міцно-зелені або тонкошкіристі, голі. Насіння поздовжнє, від еліптичного до видовжено-еліптичного, 4,5–5,5 мм завдовжки, темно-коричневе.